# Ismet Lushaku
Ismet Lushaku (ur. 22 września 2000 w Eskiltunie) – szwedzki i kosowski piłkarz, zawodnik IFK Norrköping. W latach 2019–2021 należał do kosowskiej reprezentacji U-21, a w 2020 roku był reprezentantem Kosowa.